# Thư Đê Hầu thiền vu
Thả Đê Hầu thiền vu (giản thể: 且鞮侯单于; phồn thể: 且鞮侯單于; bính âm: Qiĕdīhóu Chányú, ? — 96 TCN), là thiền vu Hung Nô vào thời Tây Hán. Năm 1010 TN, Thả Đê hầu tiếp nhiệm chức thiền vu từ Ha Lê Hồ. Ông là con trai của Y Trĩ Tà thiền vu và là em trai của Ô Duy thiền vu.
Ban đầu vốn giữ chức tả đại đô úy. Đến năm Thái Sơ thứ 4 (101 TCN) thời Hán Vũ Đế, anh trai là Ha Lê Hồ thiền vu mất, lên ngôi. Ban đầu lo sợ quân Hán tấn ông, đã gửi sứ sang Hán nhằm kết giao hảo giữa hai bên. Về sau trở nên kiêu ngạo, vào năm Thiên Hán thứ 1 (100 TCN) đã bắt giữ sứ thần nhà Hán là trung lang tướng Tô Vũ, di chuyển về Bắc Hải (tức hồ Baikal).